# Sex on Fire
"Sex on Fire" é uma canção da banda americana Kings of Leon de seu quarto álbum de estúdio intitulado Only by the Night chegando em setembro de 2009 o segundo single com o maior número de downloads digitais no Reino Unido. A canção foi o primeiro single do Kings of Leon a chegar a primeira posição nas paradas na Austrália, Finlândia, Irlanda e na Inglaterra, ocupando o topo nas paradas da UK Singles Chart em downloads digitais, antes mesmo do seu lançamento. A canção também ganhou muita popularidade nos Estados Unidos, chegando ao primeiro lugar nas paradas de música alternativa e na #56 na Billboard Hot 100, sendo este single o segundo mais bem posicionado da banda pela Billboard. Além dessas conquistas, em 2008, este single deu o KOL sua primeira nomeação ao Grammy. A canção foi nomeada a Melhor Canção de Rock e venceu na categoria Melhor Performance de Rock por um Duo ou Grupo com Vocais. Além disso, o álbum recebeu uma nomeação de Melhor Álbum de Rock. Em 6 de setembro de 2009, o single já havia vendido aproximadamente 747,713 cópias.

## Recepção e criticas
As criticas feitas a canção foram em geral muito boas. Digital Spy deu quatro estrelas ao single, descrevendo-o como "um forte single que devera ser o ponto alto de suas próximas turnês." O jornal The Sun também elogiou a canção dizendo que "a música é linda e genial, um dos pontos altos do álbum." Planet Sound deu ao álbum a nota 9 numa escala até 10. Contudo, Caleb Followill de inicio não gostou da música dizendo que ela era "terrível"; de acordo com a Spin Magazine a canção foi quase descartada durante a gravação. Apesar de dar ao álbum 4 de 5 estrelas, a Spin achou que a música era 'boba'.
O critico Urbanite Youth descreveu em seu blog que a música era "um single de rock bem genérico" mas elogiou Caleb Followill pelo belo vocal apresentado. A canção também foi ranqueada n° 40 na lista das 100 Melhores Canções de Rock de 2008 da Rolling Stone.

## Faixas
| 7" vinil |                       |         |  |
| N.º      | Título                | Duração |  |
| 1.       | "Sex on Fire"         |         |  |
| 2.       | "Beneath the Surface" |         |  |

| CD single |                                      |         |  |
| N.º       | Título                               | Duração |  |
| 1.        | "Sex on Fire"                        |         |  |
| 2.        | "Knocked Up" (Ao vivo de Oxegen '08) |         |  |

## Posição nas paradas
| Paradas musicais(2008)                    | Melhor posição |
| ----------------------------------------- | -------------- |
| Singles Chart da Austrália                | 1              |
| Singles Chart da Áustria                  | 29             |
| Ultratop 50 Singles (Flanders) da Bélgica | 10             |
| Canadian Hot 100                          | 22             |
| Singles Chart da Dinamarca                | 12             |
| Top 40 da Holanda                         | 16             |
| Singles Chart da Finlândia                | 1              |
| Singles Chart da Alemanha                 | 33             |
| Irish Singles Chart                       | 1              |
| Singles Chart da Nova Zelândia            | 2              |
| Singles Chart da Polônia                  | 1              |
| Singles Chart da Suécia                   | 16             |
| Singles Chart da Suíça                    | 54             |
| Top 20 Chart da Turquia                   | 20             |
| UK Singles Chart                          | 1              |
| EUA Billboard Hot 100                     | 56             |
| EUA Billboard Alternative Songs           | 1              |
| EUA Billboard Hot Mainstream Rock Tracks  | 24             |
| EUA Billboard Rock Songs                  | 10             |

## Lançamento
| Região         | Data                   |
| -------------- | ---------------------- |
| Europa         | 5 de setembro de 2008  |
| Estados Unidos | 9 de setembro de 2008  |
| Reino Unido    | 15 de setembro de 2008 |